# Scooter Ward
Scooter Ward, nato Ronald Ward Jr (Jacksonville, 7 maggio 1970), è un musicista statunitense, cantante e membro fondatore della band post-grunge dei Cold.
Occasionalmente suona anche la chitarra sia in studio che in sede live. Prima di fondare i Cold fu cantante e membro fondatore dei Grundig dal 1986. Ward è stato classificato al numero 61 nella Top 100 Heavy Metal Vocalist del magazine Hit Parader.

## Carriera
Nel 1986 Ward formò la band Grundig assieme ad altri studenti; Sam McCandless, Jeremy Marshall e Matt Loughran alla Fletcher High School di Neptune, Florida. La band fece il primo concerto nel 1990 in un club chiamato The Spray. Nel 1992 la band ha pubblicato un Ep composto da otto canzoni chiamato "Into Everything" e si spostò ad Atlanta, Georgia. Tre anni e mezzo dopo nel 1995, i Grundig si sciolsero e Ward tornò a Jacksonville, dove con McCandless, Kelly Hayes e Pat Lally formò la band Diablo. I Diablo durarono solo tre mesi. Alla fine dei tre mesi i Grundig si riformarono sotto il nuovo nome Cold e firmarono un contratto per sei album con l'etichetta discografica A&M Records. Ward è rimasto nei Cold fino al Febbraio del 2006 quando, dopo diversi cambi di formazione e battaglie con le etichette discografiche, la band ha deciso di sciogliersi. Scooter Ward e Sam McCandless iniziarono a lavorare ad un nuovo progetto chiamato The Witch, che McCandles lasciò presto. Il progetto è stato rinominato due volte ,When November Falls e adesso The Killer and The Star. L'album di debutto fu pubblicato nel Luglio del 2009. All'inizio del 2009 i Cold si riformarono per un tour di reunion. Il loro ultimo album intitolato The Things We Can't Stop fu pubblicato il 13 Settembre 2019. 

## Strumentazione
Scooter Ward ha suonato la chitarra e il piano sia nei Grundig che nell'album di debutto dei Cold, ma smise di suonare la chitarra quando la band ingaggiò Terry Balsamo, per poi riprenderla durante la registrazione di Superfiction quasi dieci anni dopo. Ward di solito utilizza chitarre Gibson SG con corde DR DDT e amplificatori Vox.

## Discografia
- 1998 - Cold
- 2000 - 13 Ways to Bleed on Stage
- 2003 - Year of the Spider
- 2005 - A Different Kind of Pain
- 2011 - Superfiction
- 2019 -   The Things We Can’t Stop

## Collaborazioni
In aggiunta ai suoi lavori con i Cold Ward è stato ospite nelle seguenti canzoni :
- Tony Iommi – "Something Wicked This Way Comes"
- Reveille – "Inside Out (Can You Feel Me Now)"
- Superfly Rodeo – "Reach"
- Sierra Swan – "You Got Away"
- Professor Hoetester – "The Saddest Song"
- He-Nis-Ra – "Derailed" (2015)
- Breaking Benjamin - Far Away